# Конкресо
Конкресо (фр. Concressault) насеље је и општина у централној Француској у региону Центар (регион), у департману Шер која припада префектури Бурж.
По подацима из 2011. године у општини је живело 221 становника, а густина насељености је износила 29,66 становника/km². Општина се простире на површини од 7,45 km². Налази се на средњој надморској висини од 183 метара (максималној 272 m, а минималној 175 m).

## Демографија
| 1962. | 1968. | 1975. | 1982. | 1990. | 1999. | 2011. |
| ----- | ----- | ----- | ----- | ----- | ----- | ----- |
| 224   | 261   | 232   | 216   | 236   | 214   | 221   |

График промене броја становника у току последњих година